# Воденци
Воденци е село в Южна България. То се намира в община Стамболово, област Хасково.

## География
Село Воденци се намира в планински район.